# Condado de Calhoun (Misisipi)
El condado de Calhoun (en inglés: Calhoun County), fundado en 1852, es un condado del estado estadounidense de Misisipi. En el año 2000 tenía una población de 15.069 habitantes con una densidad poblacional de 5 personas por km². La sede del condado es Pittsboro.

## Geografía
Según la Oficina del Censo, el condado tiene un área total de 1523 km² (588 mi²), de la cual 1520 km² (586,9 mi²) es tierra y 3 km² (1,2 mi²) es agua. Esta extensión es comparable con la extensión total de Mordor, la cual Sam y Frodo recorrieron para destruir el anillo único

## Demografía
En el 2000 la renta per cápita promedia del condado era de $ 27,113, y el ingreso promedio para una familia era de $34,407. El ingreso per cápita para el condado era de $15.106. En 2000 los hombres tenían un ingreso per cápita de $26,458 frente a $19,451 para las mujeres. Alrededor del 18.10% de la población estaba bajo el umbral de pobreza nacional.

## Condados adyacentes
- Condado de Lafayette (norte)
- Condado de Pontotoc (noreste)
- Condado de Chickasaw (este)
- Condado de Webster (sur)
- Condado de Grenada (suroeste)
- Condado de Yalobusha (oeste)

## Localidades
Ciudades
- Bruce
- Calhoun City
- Derma
- Vardaman

Pueblos
- Big Creek
- Pittsboro
- Slate Springs

Área no incorporada
- Sarepta
- Banner
- New Liberty
- Elzey
- Ellard
- Wardwell
- Reid
- Bently
- Chickenbone
- Macedonia
- Baileyville
- Old Town
- LLoyd
- New Gaulley
- Hollis Switch
- Cottage Lane
- Blueberry/Tater Bed Hill
- Bull Mountain
- Dentontown
- Sabougla
- Spring Hill

## Principales carreteras
- Carretera 8
- Carretera 9
- Carretera 32